# Ruth Robbins
Ruth Robbins (* 1974 in New York City) ist eine US-amerikanische Installationskünstlerin. Ruth Robbins war 2012 mit Red Vaughan Tremmel Teilnehmerin der dOCUMENTA (13) in Kassel. In einer Hütte in der Karlsaue wurde die Installation Subjects of Desire: Relics of Resistance/Subjekte des Begehrens: Reliquien des Widerstands  gezeigt. Es handelte sich dabei um ein kleines „Museum“ zum Thema Burlesque.

## Weblink
- Ruth Robbins becoming american (englisch)